# Adís Abeba
Adís Abeba (en amárico: አዲስ አበባ adˈdis ˈabəbaⓘ;  en oromo: Finfinnee) es la capital federativa y ciudad más poblada de Etiopía con una población de 3 384 569 habitantes, según el censo de 2008. Es, también, capital de la Unión Africana y de su predecesora, la Organización para la Unidad Africana.
Designada ciudad y estado al mismo tiempo según la organización territorial etíope, en Adís Abeba conviven más de 80 nacionalidades y lenguas, además de cristianos, musulmanes y judíos. En ella se sitúa la Universidad de Adís Abeba.
Adís Abeba se encuentra a una altitud de 2355 m s. n. m. (metros sobre el nivel del mar) sobre una pradera de pastizales al lado del Monte Entoto. Desde su punto más bajo, cerca del Aeropuerto Internacional Bole, a 2326 m s. n. m. en la periferia sur, la ciudad se eleva a más de 3000 m s. n. m. en las Montañas Entoto hacia el norte. Es la tercera ciudad más alta de África.

## Etimología
Adís Abeba es la capital del país desde 1889. El nombre significa ‘flor nueva’ y fue escogido por la esposa del Negus Menelik II, Taitu Betul, quien se sintió fascinada por una ‘nueva flor’ que nunca había visto. El topónimo original en lengua oromo era Finfinne o Finfinnee o, en ge'ez: በረራ, Bərəra, ‘manantial’. En diversas obras se encuentra Ādīs Ābeba como trascripción a los caracteres románicos desde el amhárico, y en mapas u obras en inglés se puede encontrar como Addis Ababa; en oromo se la llama Finfinne.

## Historia
El lugar donde se ubica fue elegido por la emperatriz Taitu Betul, y fue fundada en 1886 por Menelik II, rey de la región Shewa o Shoa. Antes de la fundación de la ciudad propiamente dicha ya había pequeñas colonias de nativos que residían en la zona. Dos años más tarde se convirtió en la capital de Etiopía. Parece ser que la emperatriz escogió este lugar debido a la existencia de aguas termales, origen de una especie de balneario, donde los nobles de la corte disfrutaban de baños relajantes a los que la ciudad debía su nombre. La ciudad fue creciendo a pasos agigantados y una de las aportaciones del fundador (todavía visible en la actualidad) fue la de dotar a sus calles con eucaliptos.

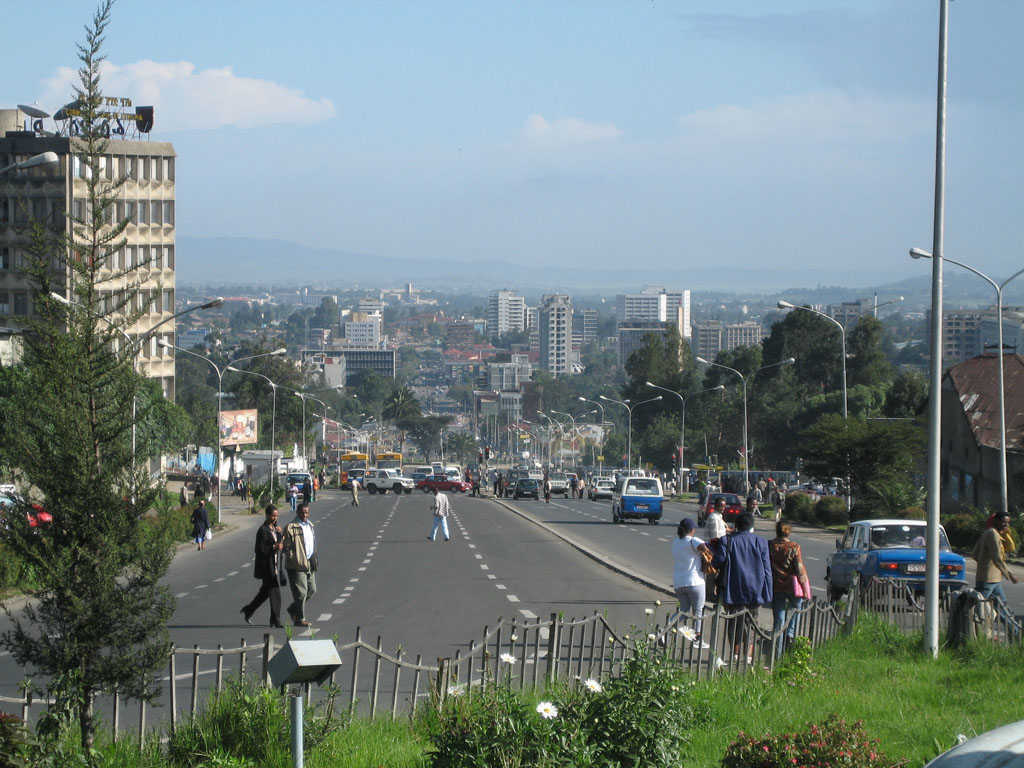
Vista de la céntrica calle Churchill.

La invasión y ocupación italiana del país en 1936 convirtió a Adís Abeba en la capital de la llamada África Oriental Italiana mientras que el ejército etíope resistía con los líderes militares en Gondar, la capital tradicional. Durante esta guerra los italianos mataron a más de un millón de etíopes rociándolos con gas mostaza y obtuvieron la victoria sobre las tropas etíopes. En 1941, el ejército británico se unió con el etíope durante la campaña del este de África y juntos lograron expulsar a los italianos, cinco años después del inicio de la ocupación. Una vez terminada esta ocupación el emperador Haile Selassie regresó a la ciudad y comenzó de inmediato el trabajo de restauración de la capital.

### Años 2000
Desde finales de 1998, la Administración de la Ciudad de Addis Abeba lanzó un nuevo proyecto que nombró la Oficina para la Revisión del Plan Maestro de Addis Abeba (ORAAMP), que abarca desde 1999 hasta 2003. El objetivo del plan era cumplir con el estándar de la economía de mercado con un sistema político favorable similar el plan maestro revisado de 1986 en términos de área urbana.

### Actualidad
Un controvertido plan para expandir los límites de Addis Abeba, en 1,1 millones de hectáreas en la zona especial de Oromia en abril de 2014, provocó protestas oromo el 25 de abril de 2014. El gobierno respondió disparando y golpeando a los manifestantes pacíficos y el 12 de noviembre de 2015 se embarcó en una huelga y protestas callejeras por parte de estudiantes universitarios en la ciudad de Ginchi, ubicada a 80 km al suroeste de la ciudad de Addis Abeba, rodeada por la región de Oromia. Después de que comenzaran las mortales protestas oromo el 25 de abril de 2014, el controvertido plan maestro se canceló el 12 de enero de 2016. En ese momento, 140 manifestantes fueron asesinados.
Las proyecciones de población de las Naciones Unidas estimaron el área metropolitana de Addis Abeba en 5.228.000 en 2022, un aumento del 4,43% desde 2021
Etiopía y por tanto también su capital ha sido considerada desde hace algún tiempo como la cuna de la humanidad debido al descubrimiento de varios restos humanoides como el Australopithecus.

## Geografía

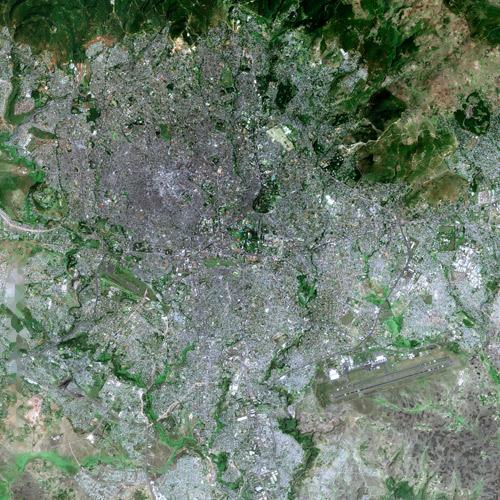
Vista satelital de la ciudad.

La ciudad está situada a los pies del monte Entoto (antigua capital de Etiopía, en el centro del país) en una meseta de entre 2300 y 2600 m s. n. m. (metros sobre el nivel del mar). Su situación a unos 2500 m s. n. m. la convierten en la ciudad más elevada de África y la cuarta capital en el mundo. Su altura varía desde los 2326 m s. n. m. en el punto más bajo, donde se encuentra el aeropuerto, hasta los más de 3000 m s. n. m. de los montes Entoto en el norte, donde se concentran las barriadas más pobres.

### Clima
La ciudad según la Clasificación climática de Köppen posee una mezcla climática entre un clima Subtropical de tierras altas y un Clima de montaña. Además debido a la diferencia de altitud y al viento que presenta llega a haber incluso una diferencia de 10 °C (grados Celsius) entre sus zonas. Presenta temperaturas muy homogéneas y suaves a lo largo de todo el año.
| Parámetros climáticos promedio de Addis Ababa                           | Parámetros climáticos promedio de Addis Ababa | Parámetros climáticos promedio de Addis Ababa | Parámetros climáticos promedio de Addis Ababa | Parámetros climáticos promedio de Addis Ababa | Parámetros climáticos promedio de Addis Ababa | Parámetros climáticos promedio de Addis Ababa | Parámetros climáticos promedio de Addis Ababa | Parámetros climáticos promedio de Addis Ababa | Parámetros climáticos promedio de Addis Ababa | Parámetros climáticos promedio de Addis Ababa | Parámetros climáticos promedio de Addis Ababa | Parámetros climáticos promedio de Addis Ababa | Parámetros climáticos promedio de Addis Ababa |
| Mes                                                                     | Ene.                                          | Feb.                                          | Mar.                                          | Abr.                                          | May.                                          | Jun.                                          | Jul.                                          | Ago.                                          | Sep.                                          | Oct.                                          | Nov.                                          | Dic.                                          | Anual                                         |
| ----------------------------------------------------------------------- | --------------------------------------------- | --------------------------------------------- | --------------------------------------------- | --------------------------------------------- | --------------------------------------------- | --------------------------------------------- | --------------------------------------------- | --------------------------------------------- | --------------------------------------------- | --------------------------------------------- | --------------------------------------------- | --------------------------------------------- | --------------------------------------------- |
| Temp. máx. abs. (°C)                                                    | 30                                            | 28                                            | 30                                            | 29                                            | 30                                            | 29                                            | 29                                            | 32                                            | 28                                            | 27                                            | 30                                            | 28                                            | 32                                            |
| Temp. máx. media (°C)                                                   | 23.5                                          | 24.5                                          | 25.4                                          | 24.8                                          | 25.2                                          | 23.4                                          | 20.7                                          | 20.7                                          | 21.7                                          | 22.7                                          | 23.0                                          | 22.9                                          | 23.2                                          |
| Temp. media (°C)                                                        | 15.4                                          | 16.6                                          | 17.9                                          | 17.9                                          | 18.0                                          | 17.0                                          | 15.9                                          | 15.8                                          | 16.2                                          | 15.7                                          | 14.8                                          | 14.9                                          | 16.3                                          |
| Temp. mín. media (°C)                                                   | 7.4                                           | 8.7                                           | 10.5                                          | 11.1                                          | 10.8                                          | 10.6                                          | 11.1                                          | 11.0                                          | 10.7                                          | 8.7                                           | 6.7                                           | 7.0                                           | 9.5                                           |
| Temp. mín. abs. (°C)                                                    | 1                                             | 1                                             | 3                                             | 6                                             | 6                                             | 1                                             | 0                                             | 6                                             | 4                                             | 2                                             | 0                                             | 0                                             | 0                                             |
| Lluvias (mm)                                                            | 13                                            | 30                                            | 58                                            | 82                                            | 84                                            | 138                                           | 280                                           | 290                                           | 149                                           | 27                                            | 7                                             | 7                                             | 1165                                          |
| Días de lluvias (≥ 1 mm)                                                | 3                                             | 5                                             | 7                                             | 10                                            | 10                                            | 20                                            | 27                                            | 26                                            | 18                                            | 4                                             | 1                                             | 1                                             | 132                                           |
| Humedad relativa (%)                                                    | 47                                            | 51.5                                          | 47.5                                          | 54.5                                          | 53                                            | 67.5                                          | 79.5                                          | 79                                            | 71.5                                          | 47.5                                          | 48                                            | 45.5                                          | 57.7                                          |
| Fuente n.º 1: Organización Meteorológica Mundial (UN), Climate-Data.org |                                               |                                               |                                               |                                               |                                               |                                               |                                               |                                               |                                               |                                               |                                               |                                               |                                               |
| Fuente n.º 2: Voodoo Skies, BBC Weather, National Meteorological Agency |                                               |                                               |                                               |                                               |                                               |                                               |                                               |                                               |                                               |                                               |                                               |                                               |                                               |

### Estructura
Adís Abeba se divide en 10 distritos, llamados subciudades, y 99 Kebeles. Los noventa y nueve Kebeles dependen de la estructura administrativa de los diez distritos. A continuación se muestran los distritos de la ciudad:
| Nr | Subcity          | Area (km2) | Population | Density  | Map |
| -- | ---------------- | ---------- | ---------- | -------- | --- |
| 1  | Addis Ketema     | 7.41       | 271,644    | 36,659.1 |     |
| 2  | Akaky Kaliti     | 118.08     | 195,273    | 1,653.7  |     |
| 3  | Arada            | 9.91       | 225,999    | 23,000   |     |
| 4  | Bole             | 122.08     | 328,900    | 2,694.1  |     |
| 5  | Gullele          | 30.18      | 284,865    | 9,438.9  |     |
| 6  | Kirkos           | 14.62      | 235,441    | 16,104   |     |
| 7  | Kolfe Keranio    | 61.25      | 546,219    | 7,448.5  |     |
| 8  | Lideta           | 9.18       | 214,769    | 23,000   |     |
| 9  | Nifas Silk-Lafto | 68.30      | 335,740    | 4,915.7  |     |
| 10 | Yeka             | 85.46      | 337,575    | 3950.1   |     |

*La subciudad de Lemi-Kura fue establecida como la decimoprimera en 2020.

## Demografía

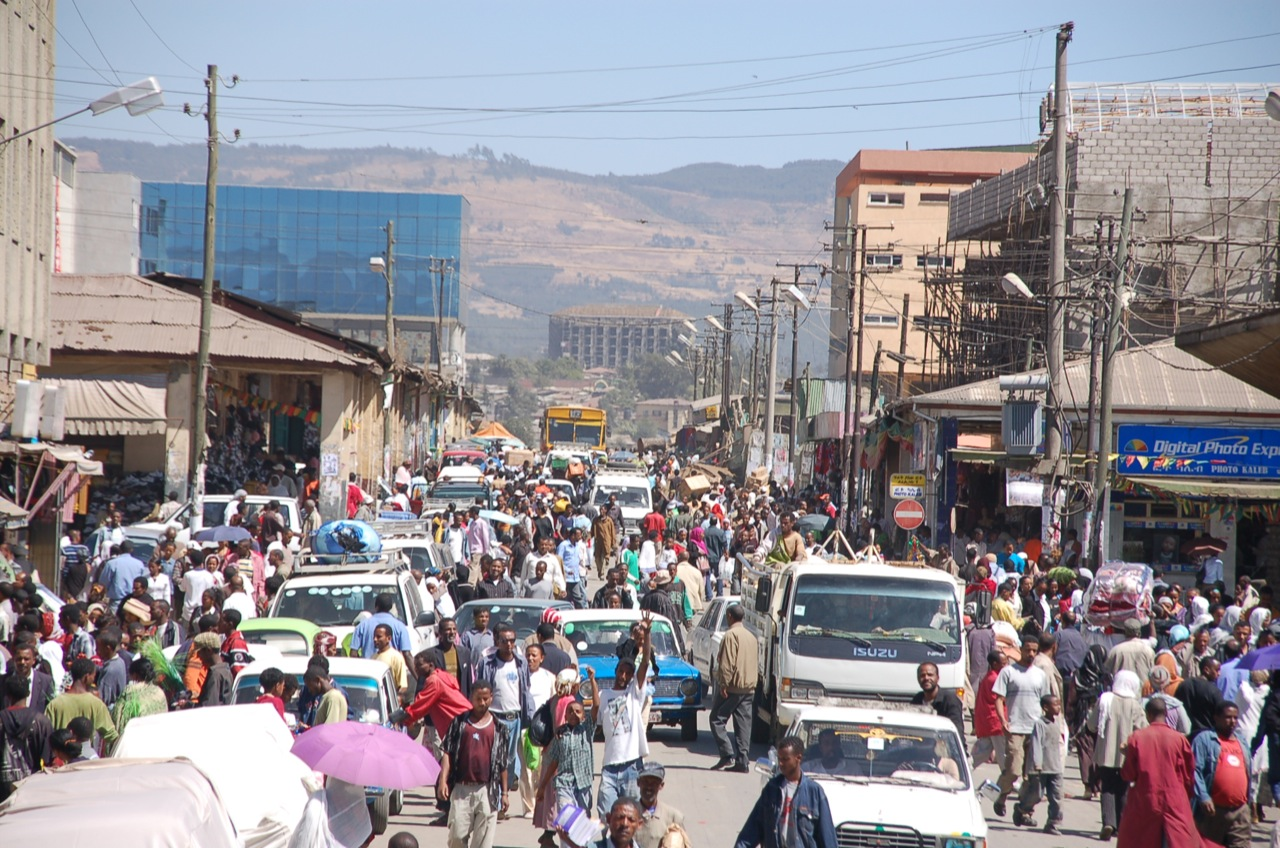
Una calle de Adís Abeba.

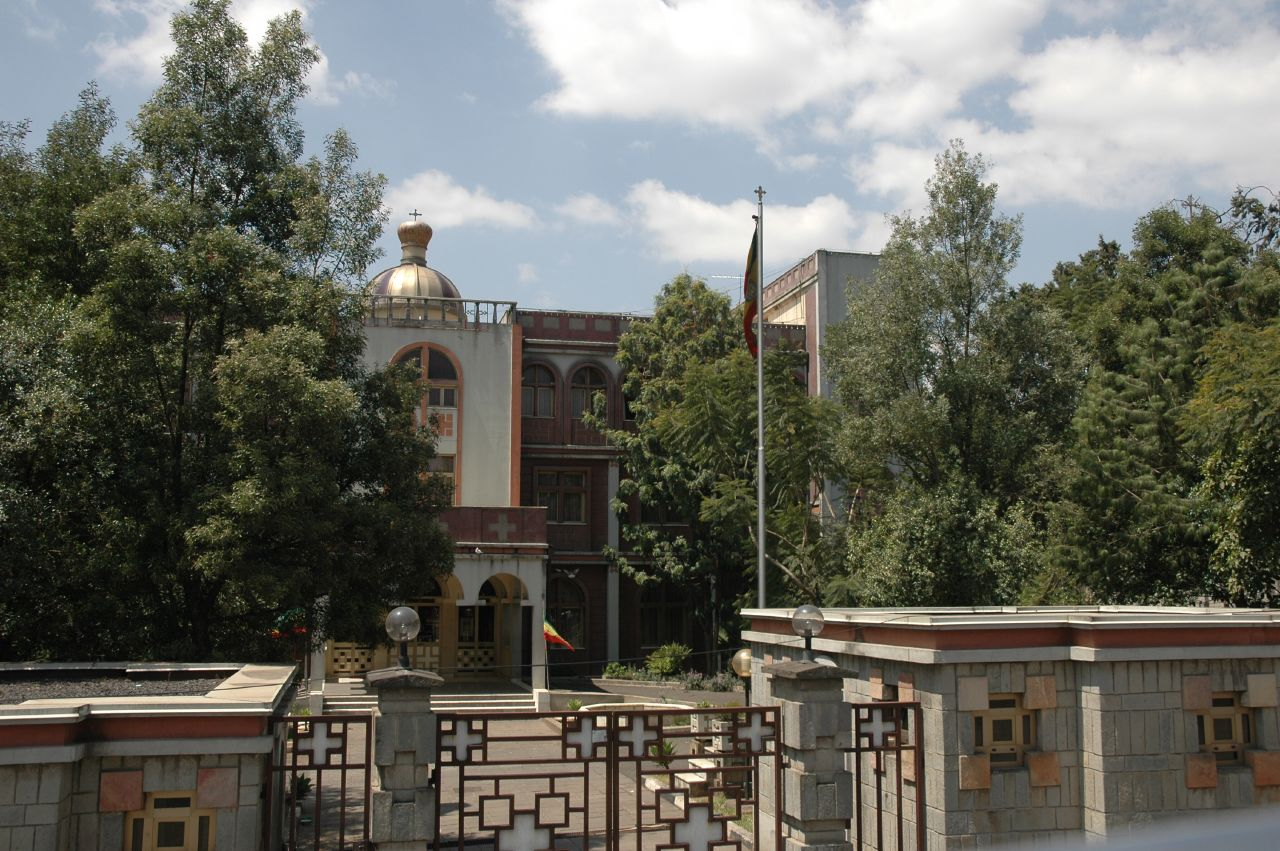
Vista de una de las muchas iglesias ortodoxas presentes en la ciudad.

Según los resultados obtenidos en el censo poblacional preliminar llevado a cabo en el año 2007, la ciudad tiene una población de 2 738 248 habitantes de los cuales 1 304 518 son hombres y 1 433 730 mujeres. La ciudad es completamente urbana ya que la población rural no entra dentro de los límites administrativos de la misma. En la ciudad reside un 22,9 % de la población total de Etiopía. Con una superficie estimada de 530.14 km² (kilómetros cuadrados), la densidad media de esta localidad es de 5165.1 hab./km² (habitantes por kilómetro cuadrado).
Según ese mismo censo existían en la ciudad un total de 662 728 hogares de los que 628 984 se encontraban ocupados, lo que otorga un promedio de 4.1 personas por hogar. Aunque todos los grupos étnicos de Etiopía se encontraban representados en Adís Abeba, el grupo más numeroso resultó ser el amhara con un 57.04 % del total, seguido de los oromo y los gurage que con un 16.42 % y un 15.74 % respectivamente componen las principales minorías de la ciudad. Otros grupos étnicos son los tigráis con un 6.18 %, los silt'e con un 2.94 % y los gamo con un 1.68 % del total. El idioma principal hablado por la población local era el amhárico, lengua nacional de Etiopía y hablada por el 71,0 % de la población. Otros idiomas con representación eran el oromo con un 10,7 %, el gurage con un 8.37 %, el tigriña com un 3,60 %, o el silt'e con un 1.82 % del total.
El 78.6 % de la población se declara ortodoxo, un 12.2 % musulmanes, un 7.8 % protestantes, un 0.5 % católicos y el 0,8 % restante son seguidores de otras religiones (hindúes, judíos, agnósticos, etc.).
En el censo anterior, realizado en 1994, la población de la ciudad era de 2 112 737 habitantes, de los cuales 1 023 452 eran hombres y 1 089 285 mujeres. En ese momento no toda la población estaba compuesta por habitantes urbanos, y solamente 2 084 588 o el 98.7 % del total lo eran. Había 404 783 hogares con 376 568 viviendas habitadas, lo que otorgaba un promedio de 5.2 personas por hogar. El principal grupo étnico eran los amharas con un 48.3 % del total, seguidos de los oromos y los gurages que con un 19.2 % y un 13.5 % respectivamente eran las principales minorías étnicas. El idioma principal era el amhárico, con un 72.6 % del total. Otros idiomas con representación eran el oromo con un 10.0 %, el gurage con un 6.54 %, el tigriña con un 5.41 %, o el silt'e con un 2.29 % del total. En 1994, la religión predominante era también la ortodoxa oriental con un 82.0 % de la población, mientras que el 12.7 % eran musulmanes, el 3.87 % eran protestantes y el 0.78 % eran católicos.
De acuerdo con el censo nacional de 2007, el 98.64 % de las viviendas de Adís Abeba tenía acceso a agua potable, mientras que el 14.9 % tenían inodoros, el 70.7 % letrinas (ventilados y sin ventilación), y 14.3 % no tenían baño. Otros valores reportados para indicadores comunes del nivel de vida de la ciudad desde 2005 eran los siguientes: el 0.1 % de los habitantes se dividen en el quintil más bajo de riqueza, la alfabetización de los adultos alcanza el 93.6 % en los hombres y el 79.95 % en las mujeres, la tasa más alta de la nación para ambos sexos, la tasa de mortalidad infantil es de 45 muertes por cada 1000 nacidos vivos, lo cual es menor que el promedio nacional de 77, al menos la mitad de estas muertes se produjeron en el primer mes de vida de los bebés.

## Economía
La ciudad es el centro económico y financiero del país, tras el final de la Guerra entre Etiopía y Eritrea ha incrementado su crecimiento debido al ingente número de inmigrantes que recibe, fundamentalmente desde la zona sur. El centro económico de la ciudad es el Merkato, que tiene la reputación de ser el mayor mercado de toda África. La principal actividad económica de la ciudad es la ganadería. Es una ciudad limpia y segura (en comparación con otras ciudades africanas). Debido a un aumento en el flujo de personas provenientes del campo las calles de la ciudad se vieron invadidas de mendigos, por ello el gobierno de la ciudad impulsó una campaña para educar e intentar emplear a esta población, esta campaña está teniendo bastante éxito ya que el número de mendigos ha disminuido considerablemente. La ciudad es además sede de Ethiopian Airlines (la aerolínea más activa de África) y del banco nacional de Etiopía.

## Política
En la actualidad Adís Abeba es la sede del gobierno de Etiopía, de la Unión Africana, de la Comisión de las Naciones Unidas para África y del Instituto Internacional de Investigación Ganadera, aunque también fue la sede de la antigua Organización para la Unidad Africana, sustituida en 2002 por la actual Unión Africana. El alcalde de la ciudad es Kuma Demeksa quien sustituyó al que había sido nombrado «mejor alcalde de África» Arkebe Oqubay en las elecciones celebradas el 30 de octubre de 2008.

## Monumentos

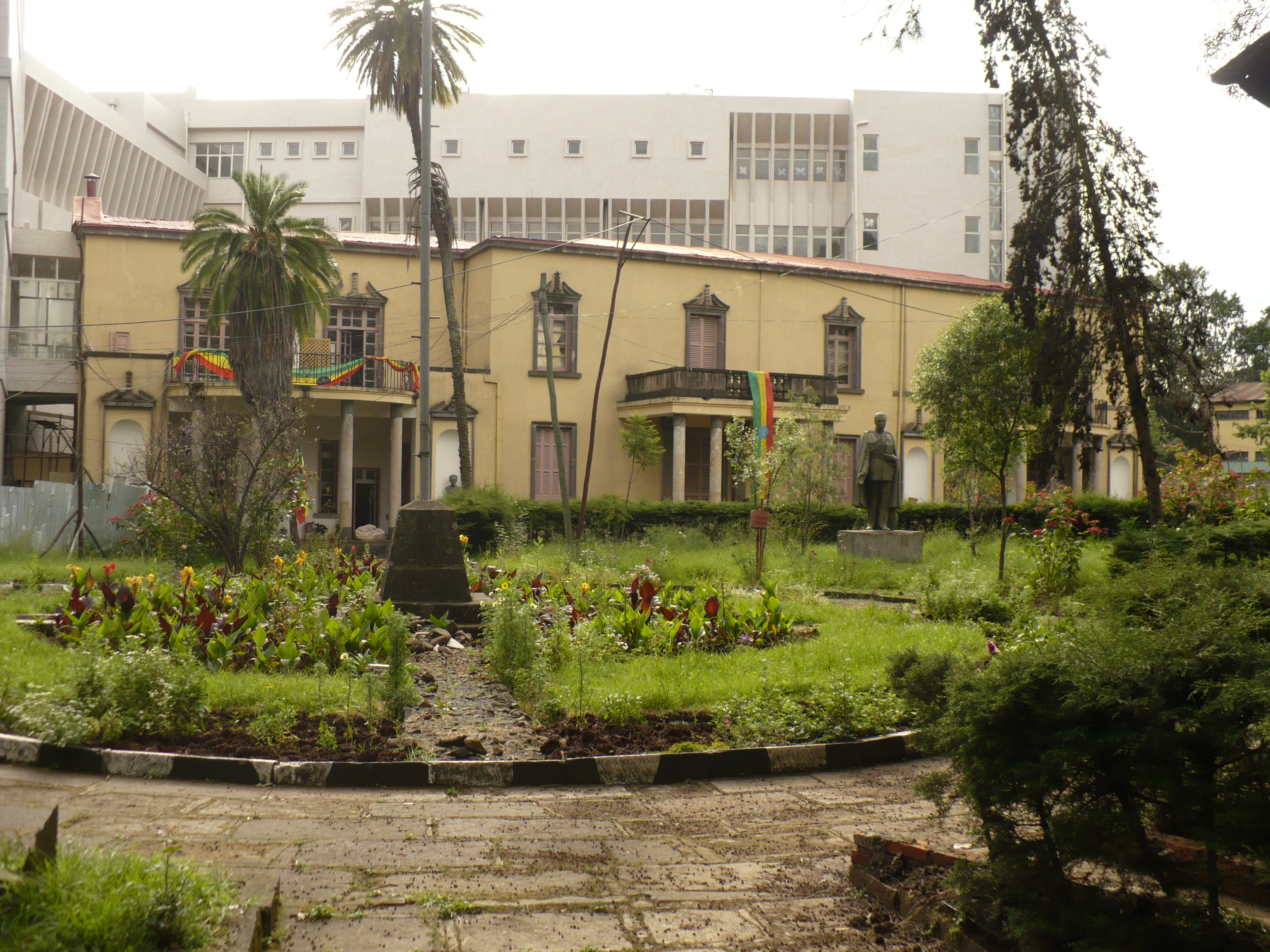
Museo Nacional de Etiopía.

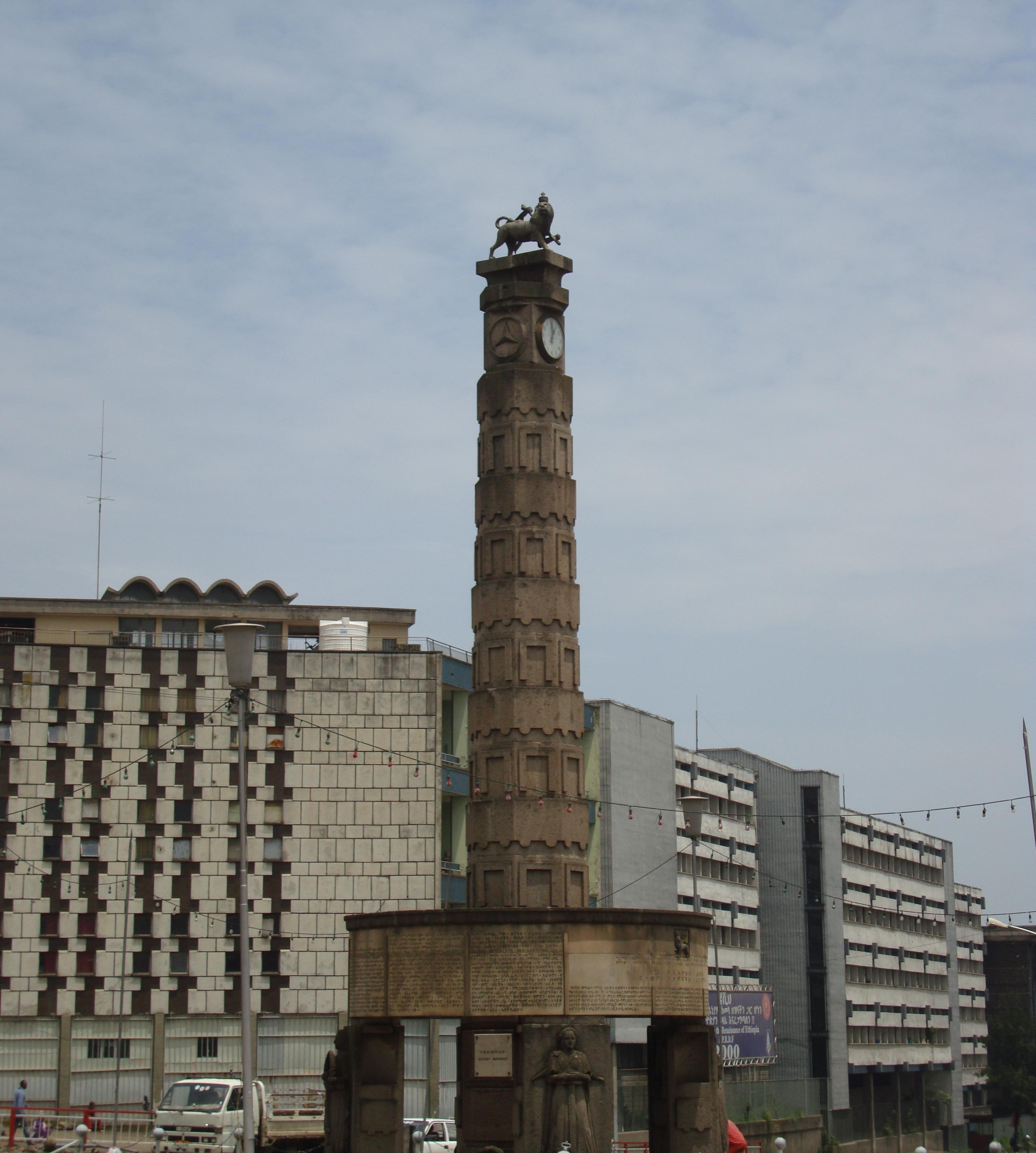
Monumento de Arat Kilo.

Adís Abeba es la sede de la Comisión Económica de las Naciones Unidas para África y la Unión Africana. El esqueleto fosilizado, y una réplica de yeso de los primeros homínidos de Lucy (conocidas en Etiopía como Dinkinesh) se conserva en el Museo Nacional de Etiopía en Adís Abeba. Meskel Square es una de las plazas de la ciudad y es el sitio para el festival anual de Meskel a finales de septiembre de cada año, cuando miles se reúnen en la celebración.
La ciudad es sede de la Biblioteca Nacional de Etiopía, el Museo Etnológico de Etiopía (antiguo palacio de Guenete Leul), el Museo de Adís Abeba, el Museo de Historia Natural de Etiopía, el Museo del Ferrocarril de Etiopía y el Museo Postal Nacional.
Otros edificios notables son la Catedral de San Jorge (fundada en 1896 y que también alberga un museo), la Catedral de la Santísima Trinidad (antes la mayor catedral ortodoxa de Etiopía y la ubicación de la tumba de Sylvia Pankhurst), así como el lugar de enterramiento del emperador Haile Selassie y la familia imperial y los que lucharon contra los italianos durante la guerra. Existe también el palacio imperial de Adís Abeba, que sigue siendo la sede oficial del gobierno, y el Museo Nacional, antes conocida como el Palacio del Jubileo (construido con motivo del Jubileo de plata del emperador Haile Selassie en 1955) que es la residencia del Presidente de Etiopía.
El teatro Hager Fikir es el teatro más antiguo de Etiopía, y está ubicado en el distrito de Piazza. El Africa Hall está situado en la avenida Menelik II y es donde las Naciones Unidas, Comisión Económica para África tiene su sede central así como la mayoría de las oficinas de las Naciones Unidas en Etiopía. También es el sitio de la fundación de la Organización para la Unidad Africana (OUA), que finalmente se convirtió en la Unión Africana.
Cerca de la Catedral de la Santísima Trinidad está el edificio del Parlamento, construido durante el reinado del emperador Haile Selassie, con su torre del reloj. Continúa sirviendo como la sede del Parlamento hoy. Frente al Parlamento Europeo está la Sala Shengo, construida por el régimen Derg de Mengistu Haile Mariam, como su sala del nuevo parlamento. El Salón de Shengo fue el edificio prefabricado más grande del mundo, que fue construido en Finlandia antes de ser montado en Adís Abeba. Se utiliza para grandes reuniones y convenciones.
En el distrito de Merkato, que es el mercado al aire libre grande de África, está la impresionante Mezquita Anwar, la mezquita más grande de Etiopía. A pocos metros al suroeste de la Mezquita de Anwar está la Iglesia Raquel. La catedral católica de la Sagrada Familia está también en el distrito de Merkato. Cerca del Aeropuerto Internacional de Bole está el nuevo Alem Medhane (Salvador del Mundo), la Catedral, que es el segundo templo más grande de África.
Otras características de la ciudad incluyen el mercado de Merkato grande, la tierra Jan Meda Carrera de carreras, Bihere Tsige Centro de Recreación y una línea de ferrocarril a Yibuti. Las instalaciones deportivas incluyen el estadio de Adís Abeba y el de Nyala. El Campeonato Africano de Atletismo de 2008 se celebró en Adís Abeba. Las montañas de Entoto comienzan entre los suburbios del norte. Los suburbios de la ciudad incluyen Shiro Meda y Entoto en el norte, Urael y Bole (sede del Aeropuerto Internacional de Bole) en el este, Nifas de la Seda en el sureste, Mekanisa en el sur, y Keraniyo y Kolfe en el oeste.
La ciudad acoge el centro de We Are the Future, un centro de cuidado infantil que ofrece a los niños un mayor nivel de vida. El centro se gestiona bajo la dirección de la oficina del alcalde, y la ONG internacional Glocal Forum actúa como recaudador de fondos y Planificación del programa y coordinador para el centro infantil WAF en cada ciudad. Cada ciudad WAF está vinculada a varias ciudades y socios públicos y privados, para crear una coalición internacional única. Lanzado en 2004, el programa es el resultado de una alianza estratégica entre el Glocal Forum, la Quincy Jones Listen Up Foundation y el Sr. Hani Masri, con el apoyo del Banco Mundial, los organismos de las Naciones Unidas y grandes empresas.

## Transporte

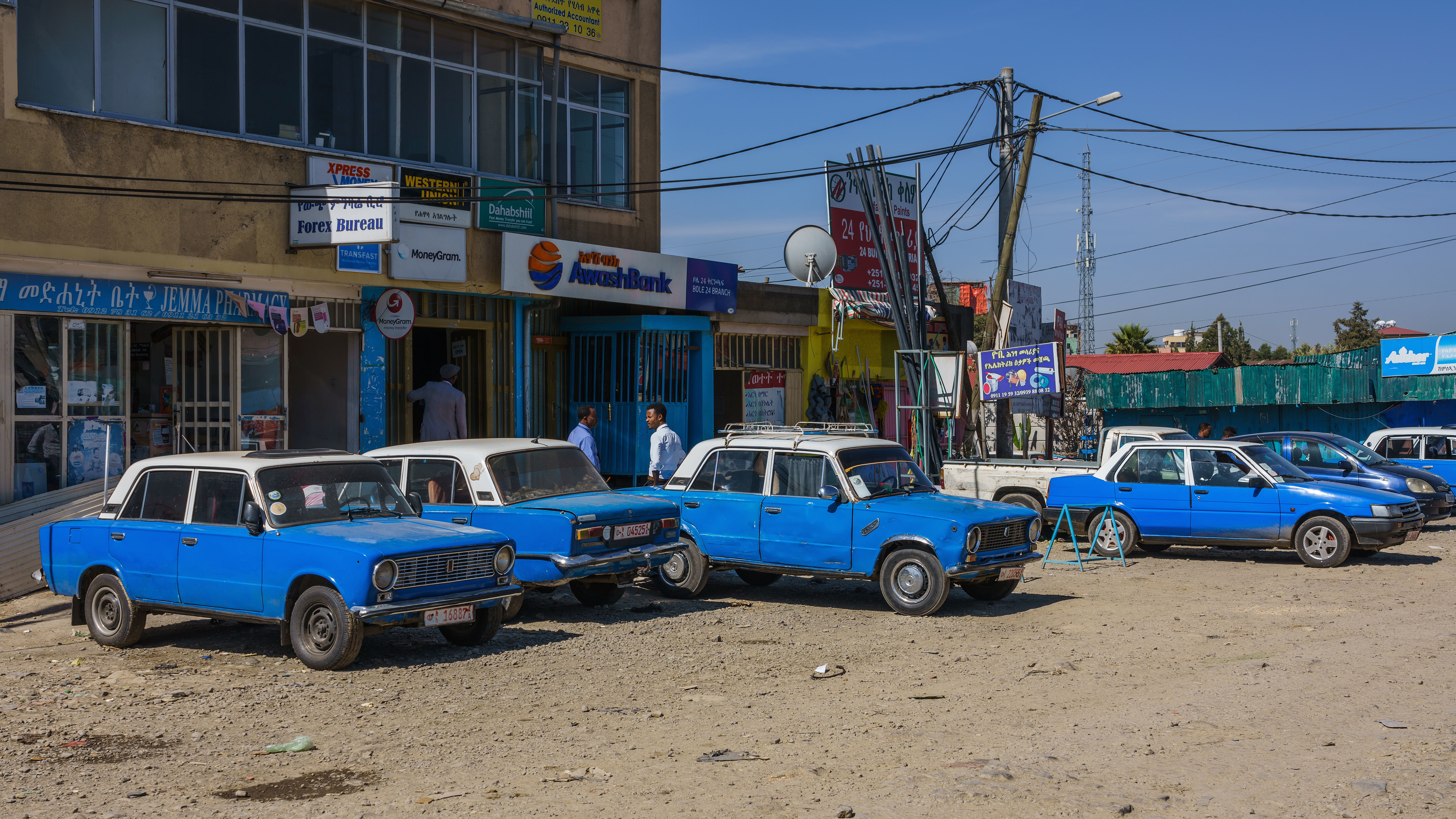
Característicos taxis económicos de la ciudad.

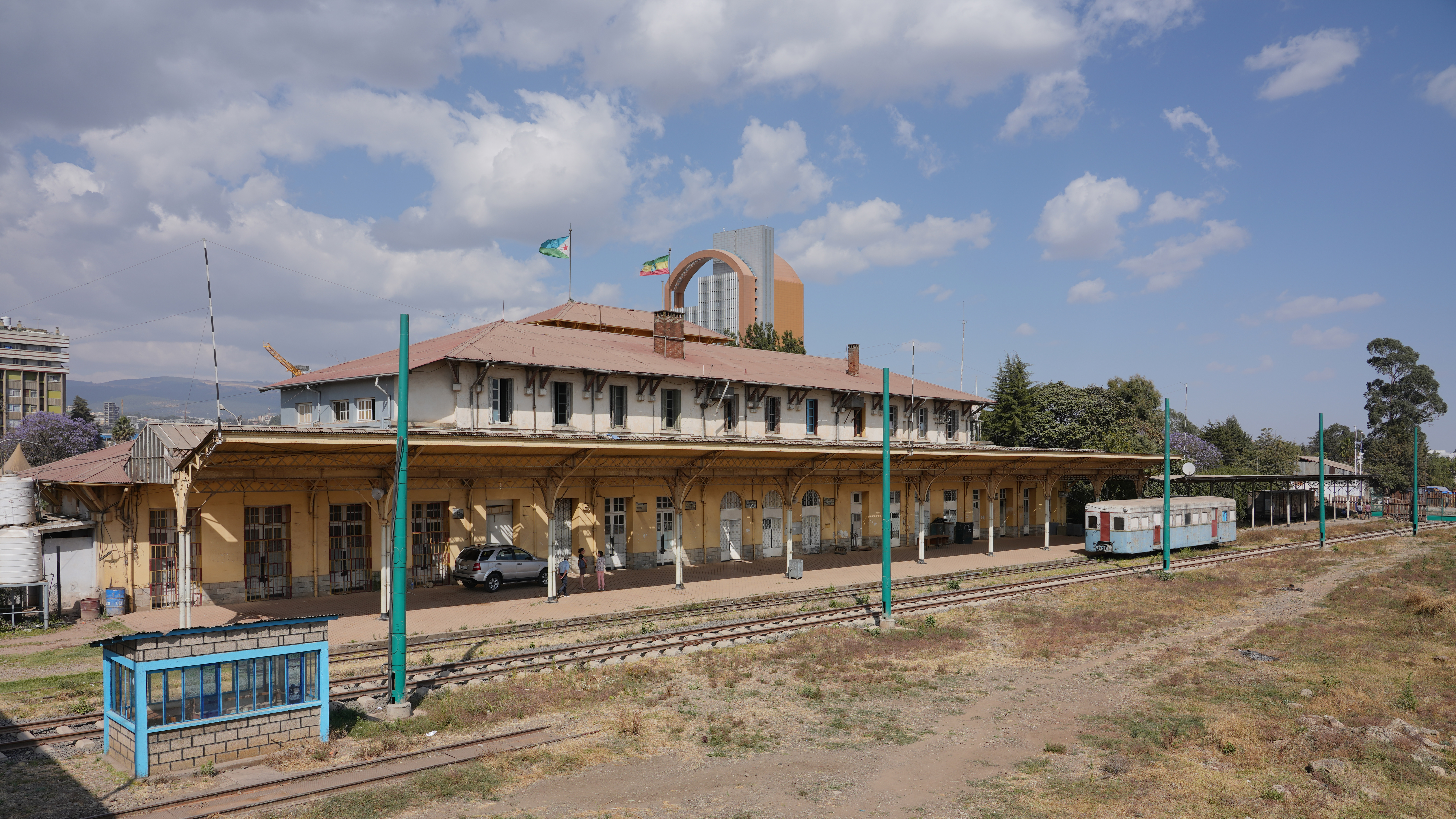
Estación de ferrocarril de la ciudad.

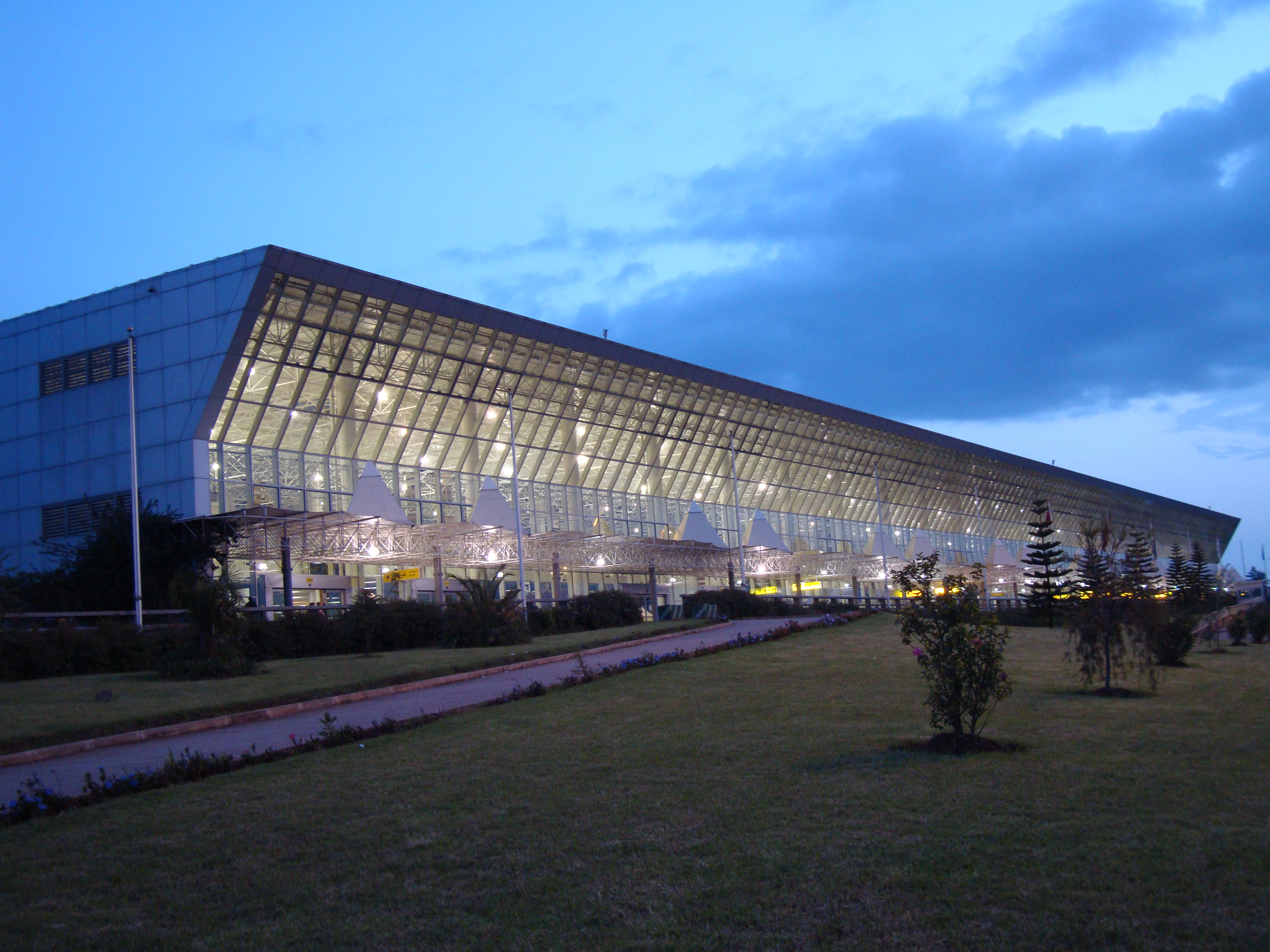
Aeropuerto Internacional Bole.

### Transporte público
El transporte público de Adís Abeba cuenta con una empresa privada que presta los servicios de autobús y que es complementada con los taxis de color amarillo. Además la ciudad cuenta con los característicos taxis colectivos azules y blancos que suelen ser minibuses con una capacidad máxima de doce personas, tienen una ruta preestablecida y son el medio de transporte más económico. Normalmente hay dos personas que se encargan de cada taxi, el conductor y un weyala, que es el encargado de recoger las tarifas y anunciar el destino del taxi.
Hay dos estaciones de autobuses en la ciudad. Terra, en la zona del Merkato que es la más importante y de la que salen autobuses hacia todos los puntos del país. La segunda estación, que no tiene un nombre oficial, está situada en la avenida Ras Mekonin, cerca de la estación de ferrocarril, y une la capital con las ciudades de Adama, también conocida como Nazret, y Debre Zeit. El servicio interurbano del autobús es proporcionado por la Compañía Share Selam Bus Line.

### Transporte por carretera
En 1998, se inició la construcción de la carretera de circunvalación de Addis Abeba para implementar el plan maestro de la ciudad y mejorar así el desarrollo periférico. La carretera de circunvalación se dividió en tres fases principales que conectan las cinco puertas principales de entrada y salida de Addis Abeba con todas las demás capitales regionales. Para este proyecto, China Road and Bridge Corporation (CRBC) fue el socio de Addis Ababa City Roads Authority (AACRA). Dicha carretera de circunvalación ha ayudado mucho a descongestionar y aliviar el tráfico urbano en coche.

### Ferrocarril
En octubre de 2016, se inauguró el ferrocarril Adís Abeba-Yibuti. Es un ferrocarril electrificado de ancho de vía internacional que une la capital de Etiopía con el puerto de Yibuti en el golfo de Aden, proporcionando acceso ferroviario al mar a Etiopía. Más del 95 % del comercio de Etiopía pasa por Yibuti, representando el 70 % de la actividad en el puerto de Yibuti. El ferrocarril de ancho estándar sustituye al antiguo ferrocarril de vía métrica de Adís Abeba a Yibuti que fue abandonado en 2006, y que había sido construido por los franceses entre 1894 y 1917.

### Tren ligero
El tren ligero de Adís Abeba (en amhárico: የአዲስ አበባ ቀላል ባቡር) es un sistema de metro ligero que consta de dos líneas. La primera línea tiene 17 km (kilómetros) y conecta el centro con las zonas industriales del sur de la ciudad. Fue inaugurada el 20 de septiembre de 2015, siendo el primero de este tipo en todo el continente africano.
La segunda línea discurre de este a oeste de Adís Abeba y fue inaugurada el 9 de noviembre de 2015. La extensión total de ambas líneas es de 31,6 km, con trenes que alcanzan una velocidad máxima de 70 km/h (kilómetros por hora). El sistema es operado por la compañía china Shenzhen Metro Group.

### Transporte aéreo
La ciudad es servida por el Aeropuerto Internacional Bole, en el que se inauguró una nueva terminal en 2003. El antiguo aeropuerto de Lideta, situado en el distrito oeste de «Old Airport» es utilizado principalmente por pequeñas aeronaves particulares, aviones militares y helicópteros.

## Educación

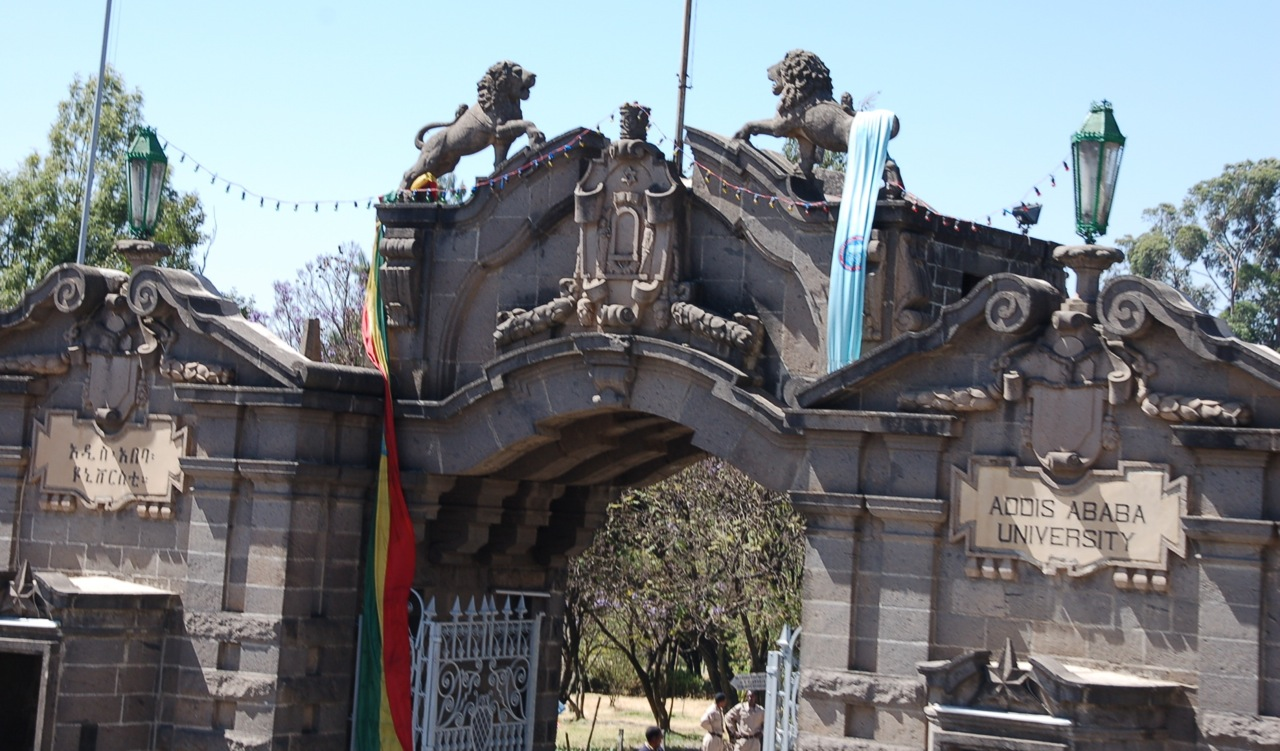
Puerta de la Universidad de Adís Abeba.

La ciudad es la sede de la Universidad de Adís Abeba, anteriormente conocida como Universidad Haile Selassie I en honor al antiguo emperador de Etiopía, quien donó su palacio para la ubicación del campus principal en 1961. Esta universidad tiene ubicadas seis de sus siete sedes en Adís Abeba, ya que la otra se encuentra en Debre Zeyit, situada a unos 45 kilómetros de distancia. Además de la universidad y centros escolares públicos la ciudad también posee diversas universidades y centros privados.

## Salud
Desde el establecimiento de la oficina de salud Dr Hassen Mohammud en 1985, en la ciudad se ha mejorado progresivamente el estado de salud de la población. Tras la descentralización de la administración, desde 1995 se han creado cinco hospitales y un centro de formación para enfermeros clínicos, actualmente hay 10 departamentos de salud en Adís Abeba (uno por distrito). Aun así ahora el gobierno está tomando medidas para mejorar la estructuración del sistema de salud, ya que a día de hoy sigue siendo deficiente.

## Deporte

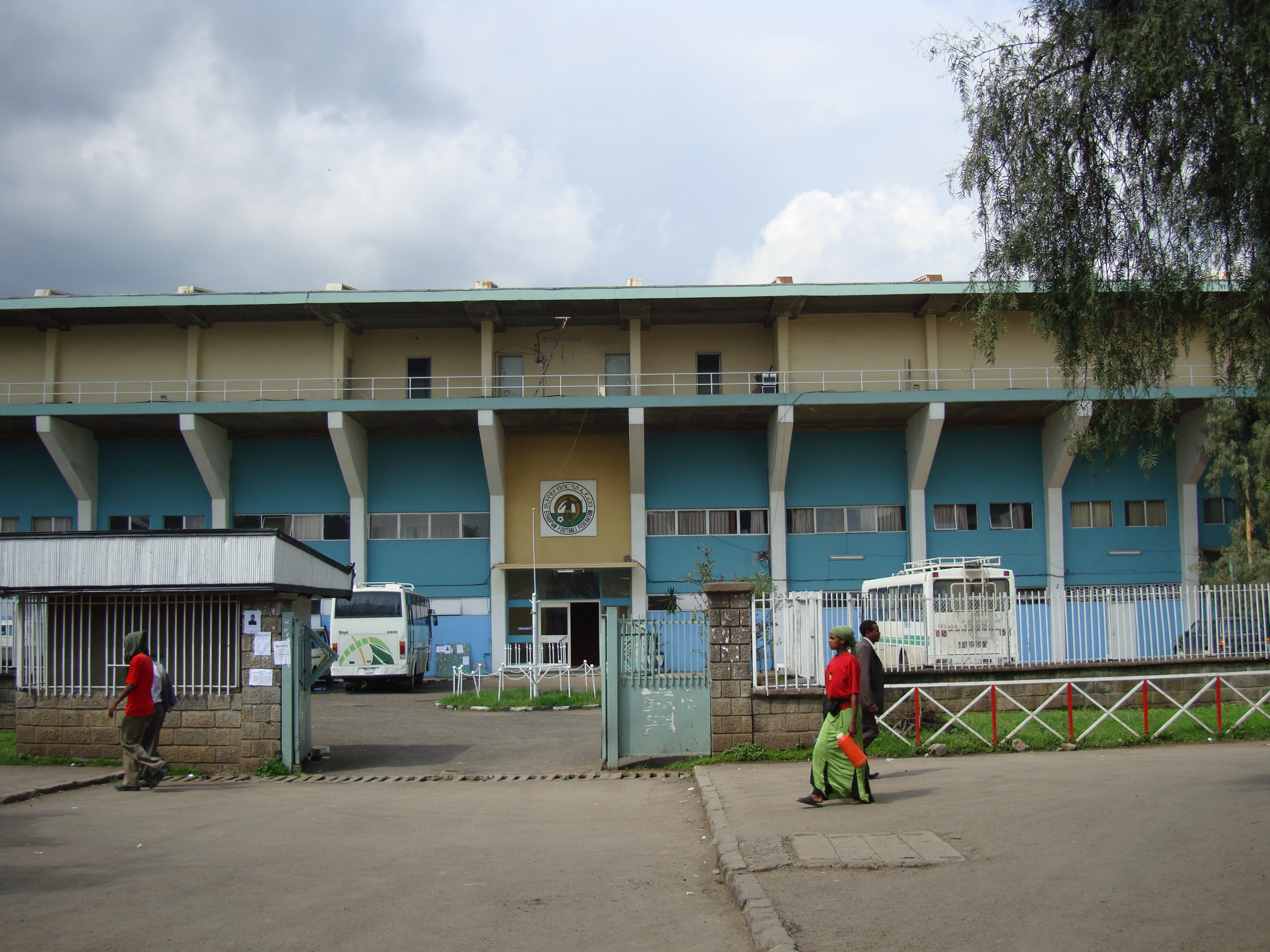
Vista exterior del Estadio de Adís Abeba.

El deporte más popular en la ciudad, al igual que en el resto del país, es el atletismo, en el que a nivel profesional Adís Abeba destaca por haber visto nacer a algunos de los principales corredores de fondo del mundo, que le otorgaron a Etiopía varias medallas olímpicas.
Otro deporte muy popular es el fútbol que al igual que en el resto de África es ampliamente practicado por los niños y jóvenes y que a nivel profesional cuenta actualmente con siete de los catorce equipos que disputan la Liga etíope de fútbol. En la ciudad se encuentra además el Estadio de Adís Abeba, el de mayor capacidad del país y en el que disputa sus partidos la selección de fútbol de Etiopía.

## Ciudades hermanadas
Adís Abeba tiene acuerdos de hermanamiento con las siguientes ciudades:
| - Beerseba (Israel), desde 2004 - Pekín (China), desde 2006 - Chuncheon (Corea del Sur) - Leipzig (Alemania), desde 2004 - San Francisco (Estados Unidos) - Tel Aviv (Israel) | - Chongqing (China) - Johannesburgo (Sudáfrica), desde 2002 - Bangkok (Tailandia), desde 2005 - La Habana (Cuba), desde 2003 - Londres (Inglaterra) | - Roma (Italia), desde 2000 - El Cairo (Egipto) - Dubái (Emiratos Árabes Unidos) - Nueva Delhi (India), desde 2004 - São Paulo (Brasil), desde 2010 |

Actualmente quedan a instancia:
- Estambul (Turquía)
- Yeda (Arabia Saudita)
- Estocolmo (Suecia)

| Predecesor: Windhoek | Sede de las Sesiones del Comité del Patrimonio cultural inmaterial de la Humanidad 2016 | Sucesor: Seúl |

### Oficiales
- Addis Ababa City Administration
- Addis Ababa City Council

### Información general
- Global Integrity Report: Ethiopia has details of anti-corruption programs and government censorship.
- Introduction to Addis Ababa Archivado el 9 de febrero de 2007 en Wayback Machine.
- Hotels in Addis Ababa
- Schools and Colleges of Addis Ababa
- Support for Mayor's overhaul of Addis Ababa
- Dawn in Addis Multimedia from CLPMag.org
- Interactive City Map and Business Finder

- Datos: Q3624
- Multimedia: Addis Ababa / Q3624
- Guía turística: Adís Abeba